# Молодіжна збірна Брунею з футболу
Молодіжна збірна Брунею з футболу — національна молодіжна футбольна збірна Брунею, що складається у залежності від турніру із гравців віком до 19 або до 20 років. Вважається основним джерелом кадрів для підсилення складу основної збірної Брунею. Керівництво командою здійснює Національна футбольна асоціація Брунею.
Команда має право участі у Юнацькому кубку Азії до 19 років, у випадку успішного виступу на якому може кваліфікуватися на молодіжний чемпіонат світу до 20 років. Також може брати участь у товариських і регіональних змаганнях.